# Stofluizen (familie)
Stofluizen (Liposcelidae) zijn een familie uit de orde Psocoptera.

## Kenmerken
Deze in hoofdzaak ongevleugelde insecten hebben een afgeplat lichaam en verdikte achterdijen en hebben een lengte van 0,5 tot 1,5 mm. De nimfen vertonen veel overeenkomsten met de volwassen dieren.

## Leefwijze
Sommige soorten doen zich tegoed aan opgeslagen meel of graan, terwijl weer anderen papier aanvreten.

## Voortplanting
De eieren worden afgezet in schorsspleten, bladstrooisel of vogelnesten.

## Verspreiding en leefgebied
Deze familie komt wereldwijd voor in bladstrooisel, onder boomschors, in nesten, voedselvoorraden en huizen.